# Filmes de 1948 da Republic Pictures

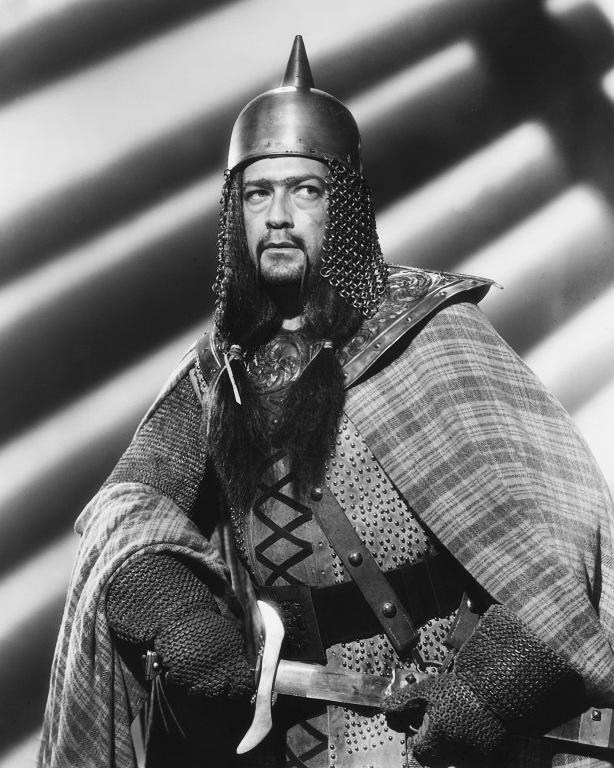
Edgar Barrier como Banquo, em cena de Macbeth, escrito, produzido e dirigido por Orson Welles, lançamento de prestígio da Republic.

Em 1948, a Republic Pictures lançou 44 produções.
Alegadamente, Vera Ralston teria convencido o marido, Herbert J. Yates, a atrair John Ford e Orson Welles para a órbita do estúdio, o que lhe daria alguma classe. Yates deixou Welles realizar Macbeth, sua versão da famosa tragédia de Shakespeare. Completado em apenas 23 dias, com orçamento mínimo, o filme foi o lançamento mais importante da Republic no ano, quiçá o primeiro verdadeiramente importante de sua história.
O drama Moonrise recebeu uma solitária indicação ao Oscar, a única que a Academia dedicou ao estúdio.

## Prêmios Oscar
Vigésima primeira cerimônia, com os filmes exibidos em Los Angeles no ano de 1948.
| Filme    | Indicações            | Premiações |
| -------- | --------------------- | ---------- |
| Moonrise | Melhor Mixagem de Som | ---        |

## Seriados do ano
| Título original                     | Título PT/BR                     | Título PT/PT                      | Astro         | Diretor                       | Episódios | Gênero   |
| ----------------------------------- | -------------------------------- | --------------------------------- | ------------- | ----------------------------- | --------- | -------- |
| Adventures of Frank and Jesse James | Aventuras de Frank e Jesse James | O Regresso de Frank e Jesse James | Clayton Moore | Fred C. Brannon/Yakima Canutt | 13        | Faroeste |
| Dangers of the Canadian Mounted     | Perigos da Real Polícia Montada  |                                   | Jim Bannon    | Fred C. Brannon/Yakima Canutt | 12        | Aventura |
| G-Men Never Forget                  | Vingadores do Crime              |                                   | Clayton Moore | Fred C. Brannon/Yakima Canutt | 12        | Policial |

## Filmes do ano
| Título original             | Título PT/BR               | Título PT/PT    | Astros                         | Diretor           | Gênero   |
| --------------------------- | -------------------------- | --------------- | ------------------------------ | ----------------- | -------- |
| Angel in Exile              | O Último Milagre           |                 | John Carroll, Adele Mara       | Allan Dwan        | Drama    |
| Angel on the Amazon         | Tentação Selvagem          |                 | George Brent, Vera Ralston     | John H. Auer      | Aventura |
| Bill and Coo                | Bill e Lu                  |                 | ---                            | Dean Riesner      | Fantasia |
| The Bold Frontiersman       | Fronteiras sem Lei         |                 | Allan Lane, Eddy Waller        | Philip Ford       | Faroeste |
| California Firebrand        |                            |                 | Monte Hale, Adrian Booth       | Philip Ford       | Faroeste |
| Campus Honeymoon            |                            |                 | Lyn Wilde, Lee Wilde           | Richard Sale      | Musical  |
| Carson City Raiders         | Vingança Tenebrosa         |                 | Allan Lane, Eddy Waller        | Yakima Canutt     | Faroeste |
| Code of Scotland            |                            | A Loja Sinistra | Oscar Homolka, Derek Farr      | George King       | Drama    |
| Daredevils of the Clouds    | Demônio das Nuvens         |                 | Robert Livingston, Mae Clarke  | George Blair      | Ação     |
| The Denver Kid              | Cilada Fatal               |                 | Allan Lane, Eddy Waller        | Philip Ford       | Faroeste |
| Desperadoes of Dodge City   | Armadilha da Morte         |                 | Allan Lane, Eddy Waller        | Philip Ford       | Faroeste |
| Eyes of Texas               | Amigo Fiel                 |                 | Roy Rogers, Lynne Roberts      | William Witney    | Faroeste |
| The Far Frontier            | Fronteira Distante         |                 | Roy Rogers, Gail Davis         | William Witney    | Faroeste |
| The Gallant Legion          | Legião de Bravos           |                 | Bill Elliott, Adrian Booth     | Joseph Kane       | Faroeste |
| The Gay Ranchero            | Aconteceu no Sertão        |                 | Roy Rogers, Tito Guizar        | William Witney    | Faroeste |
| Grand Canyon Trail          | A Sineta de Prata          |                 | Roy Rogers, Jane Frazee        | William Witney    | Faroeste |
| Heart of Virginia           |                            |                 | Janet Martin, Robert Lowery    | R. G. Springsteen | Drama    |
| Homicide for Three          |                            |                 | Audrey Long, Warren Douglas    | George Blair      | Suspense |
| I, Jane Doe                 | Sedução Trágica            |                 | Ruth Hussey, John Carroll      | John H. Auer      | Drama    |
| The Inside Story            | Caprichos da Sorte         |                 | Marsha Hunt, William Lundigan  | Allan Dwan        | Comédia  |
| King of the Gamblers        | Protetor Perigoso          |                 | Janet Martin, William Wright   | George Blair      | Policial |
| Lightnin' in the Forest     | Última Aventura            |                 | Lynne Roberts, Don 'Red' Barry | George Blair      | Policial |
| Macbeth                     | Macbeth, Reinado de Sangue |                 | Orson Welles, Jeannette Nolan  | Orson Welles      | Drama    |
| Madonna of the Desert       | Missão Adorável            |                 | Lynne Roberts, Don 'Red' Barry | George Blair      | Drama    |
| The Main Street Kid         | Mania Salvadora            |                 | Al Pearce, Janet Martin        | R. G. Springsteen | Comédia  |
| Marshal of Amarillo         | Estalagem Misteriosa       |                 | Allan Lane, Eddy Waller        | Philip Ford       | Faroeste |
| Moonrise                    | Ao Cair da Noite           |                 | Dane Clark, Gail Russell       | Frank Borzage     | Drama    |
| Night Time in Nevada        | O Luar de Nevada           |                 | Roy Rogers, Adele Mara         | William Witney    | Faroeste |
| Oklahoma Badlands           | A Terra do Terror          |                 | Allan Lane, Eddy Waller        | Yakima Canutt     | Faroeste |
| Old Los Angeles             | Fogo de Emoções            |                 | Bill Elliott, John Carroll     | Joseph Kane       | Faroeste |
| Out of the Storm            | Dinheiro Maldito           |                 | James Lydon, Lois Collier      | R. G. Springsteen | Policial |
| The Plunderers              | Os Saqueadores             |                 | Rod Cameron, Ilona Massey      | Joseph Kane       | Faroeste |
| Renegades of Sonora         | Vingança de Índio          |                 | Allan Lane, Eddy Waller        | R. G. Springsteen | Faroeste |
| Secret Service Investigator | Investigador Secreto       |                 | Lynne Roberts, Lloyd Bridges   | R. G. Springsteen | Policial |
| Slippy McGee                | Dedos do Crime             |                 | Don 'Red' Barry, Dale Evans    | Albert Kelley     | Policial |
| Son of God's Country        |                            |                 | Monte Hale, Pamela Blake       | R. G. Springsteen | Faroeste |
| Sons of Adventure           | Amigos de Aventura         |                 | Lynne Roberts, Russell Hayden  | Yakima Canutt     | Policial |
| Sundown in Santa Fe         | O Delegado Sagaz           |                 | Allan Lane, Eddy Waller        | R. G. Springsteen | Faroeste |
| The Timber Trail            |                            |                 | Monte Hale, Lynne Roberts      | Philip Ford       | Faroeste |
| Train to Alcatraz           | Expresso do Pavor          |                 | Don 'Red' Barry, Janet Martin  | Philip Ford       | Policial |
| Under California Stars      | Balas Traiçoeiras          |                 | Roy Rogers, Jane Frazee        | William Witney    | Faroeste |